# Fámjin
Fámjin è un comune delle Isole Fær Øer. Ha una popolazione di 117 abitanti e fa parte della regione di Suðuroy sull'isola omonima.
Fámjin, sulla costa centro-occidentale dell'isola, è l'unica località abitata del comune.
La chiesa del villaggio conserva al suo interno la prima originale bandiera faroese.